# خزانة الأدب ولب لباب لسان العرب
خزانة الأدب ولب لباب لسان العرب كتاب يعتبر أحد مجاميع الادب من أكثر موسوعات علوم العربية وآدابها انتشارًا في القرن الحادي عشر الهجري، تألف مادة الكتاب من النصوص النادرة  والتحقيق لكل مايورد من ذلك، يُضاف إلى ذلك ما اشتمل عليه الكتاب من أمثال العرب، وبيان معانيها ومضاربها وأصولها، وحشْده للغات القبائل ولهجاتها. وعدد مجلدات هذا الكتاب ثلاثة عشر مجلد .. وعدد صفحاته 6500 صفحة.. وتم نشر الكتاب عام 1997 ميلادي 

## المؤلف
عبد القادر البغدادي عبد القادر بن عمر البغدادي (1030 هـ - 1093 هـ / 1620 - 1682م) أديب ولغوي ونحوي محقق ويمثل البغدادي تياراً من التيارات النثرية في العصر العثماني.